# 1868 na literatura

## Nascimentos
| Data          | Nome                         | Profissão                      | Nacionalidade | Observações | Ref |
| ------------- | ---------------------------- | ------------------------------ | ------------- | ----------- | --- |
| 19 de Janeiro | Gustav Meyrink               | escritor                       | Áustria       | m. 1932     |     |
| 20 de Janeiro | Wilhelm Schaeffer            | escritor                       | Alemanha      | m. 1951     |     |
| 1 de abril    | Edmond Rostand               | poeta e dramaturgo             | França        | m. 1918     |     |
| 20 de Abril   | Charles Maurras              | poeta e jornalista             | França        | m. 1952     |     |
| 1 de Maio     | Afonso Arinos de Melo Franco | jornalista, escritor e jurista | Brasil        | m. 1916     |     |
| 6 de agosto   | Paul Claudel                 | poeta e dramaturgo             | França        | m. 1955     |     |

## Mortes
| Data | Nome | Profissão | Nacionalidade | Observações | Ref |
| ---- | ---- | --------- | ------------- | ----------- | --- |